# ニコライ・ブハーリン

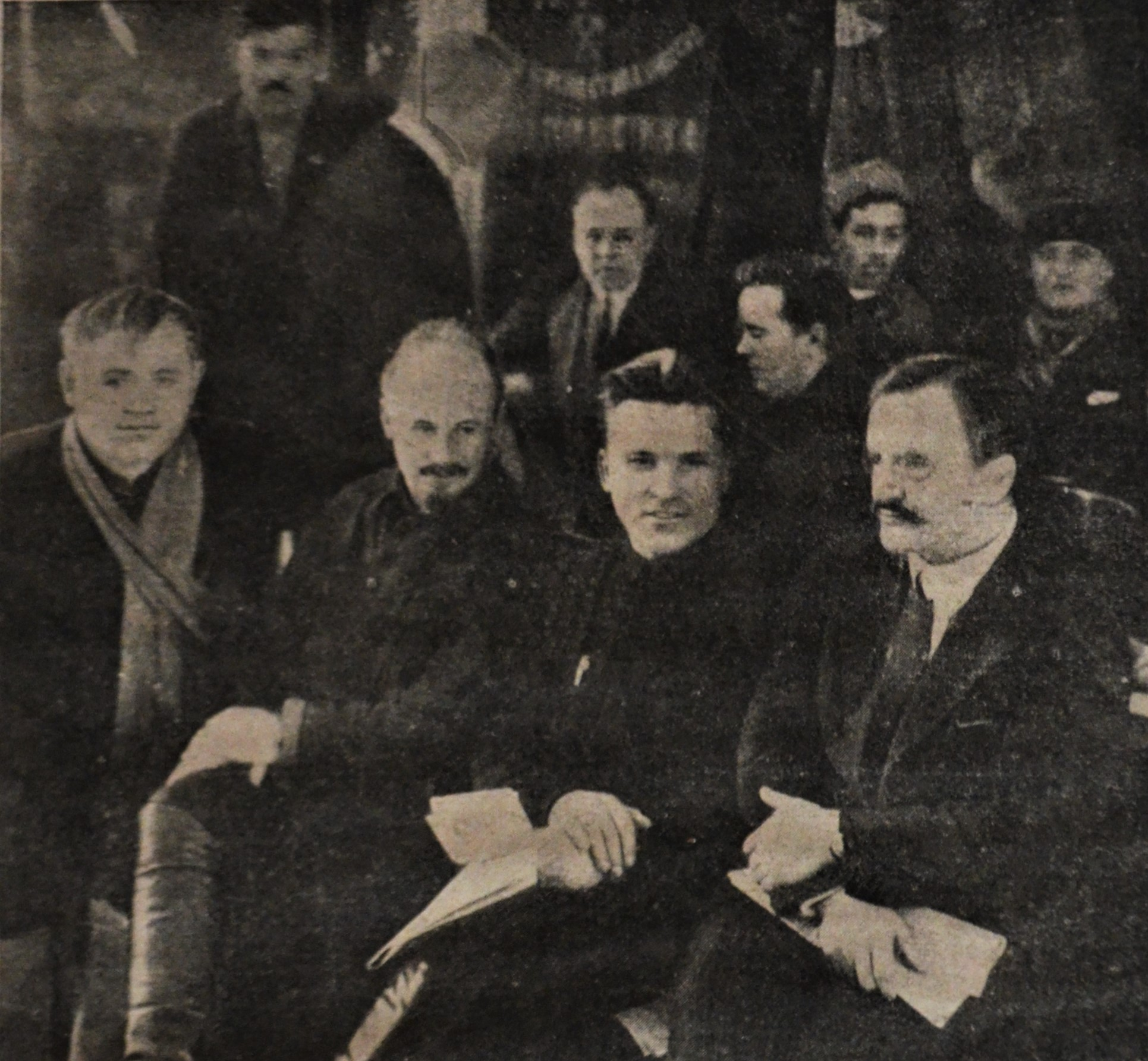
レニングラードの集会にて左から2人目がブハーリン、（右へ）キーロフ、モロトフ(1925年）

ニコライ・イヴァノヴィチ・ブハーリン（ロシア語: Никола́й Ива́нович Буха́рин, ラテン文字転写: Nikolai Ivanovich Bukharin、1888年9月27日（グレゴリオ暦10月9日） - 1938年3月15日）は、ロシアの革命家、ソビエト連邦の政治家。ソビエト連邦共産党有数の理論家としてウラジーミル・レーニンに評価され、レーニンの死後、ヨシフ・スターリンと協力するが、右派として批判されて失脚、粛清・銃殺された。死後、ミハイル・ゴルバチョフ政権でペレストロイカが開始されると、名誉回復を受けた。

## 生涯
1888年9月27日（グレゴリオ暦では10月9日）モスクワに生まれる。両親は教員で、父イヴァン・ガヴリロヴィチは、モスクワ大学で学んだ数学者だった。知的な雰囲気の家庭で育ったブハーリンは、少年時代は、父親の影響で蝶や鳥類に熱中した。
中学校在学中にマルクス主義の影響を受け、革命運動に関係し、1905年ロシア社会民主労働党に入党し、党の分裂の際は、ボリシェヴィキに参加する。1907年モスクワ大学法学部に入学する。1908年に党モスクワ委員会のメンバーとなる。委員会の中でブハーリンは次第に頭角を現す。1909年当局によって二回逮捕されるものの、保釈された。1911年に逮捕、投獄され、大学を放校処分となる。ブハーリンは、アルハンゲリスク県のオネガに3年間流刑となるが、脱走し、モスクワ経由でドイツに亡命した。ハノーファーを経て、1912年秋にウィーンに移る。ウィーン大学で経済学を学ぶ。1914年まで経済学と社会学を学び、新聞・雑誌に寄稿する中で亡命していたボリシェヴィキの中で理論家として一頭地を現すようになる。
1915年「帝国主義と世界経済」、1916年「帝国主義国家の理論によせて」の両論文をそれぞれ発表し、レーニンの帝国主義論と国家観に影響を与えている。これと前後して、1914年オーストリア当局によってスパイの嫌疑をかけられ逮捕される。その後、オーストリアを追われたブハーリンはスイスに亡命し、ローザンヌに住んだ。1915年に北欧、アメリカ・ニューヨークに移る。この時期は、レーニンと理論や革命戦術をめぐり対立していた一方で、新聞『ノーヴィ・ミール』の編集に携わり、その過程でレフ・トロツキーやアレクサンドラ・コロンタイと親しい関係を築く。
1917年ロシア革命（二月革命）が起こると、5月にアメリカから横浜を経由して、ロシアに帰国する。帰国後、ブハーリンは、党モスクワ委員会とモスクワ・ソビエトで活躍し、モスクワ市議会議員にも選出される。第6回党大会で中央委員に選出される。十月革命後、党機関紙『プラウダ』の編集長となる。しかし、1918年ブレスト＝リトフスク条約調印をめぐり、ブハーリンは、「左翼共産主義者」グループを率いて、対独講和を主張するレーニンに反対した。ブハーリンは、ドイツ革命を目論見てドイツを訪問。スパルタクス団に影響を与えるが、国外追放処分を受ける。ドイツ革命には失敗したものの、ブハーリンは内戦中、理論家として赫々たる成果を上げる。クートヴェで共産主義に関する講義を主催し、若手の研究者の養成に尽力すると同時に、1919年には、エフゲニー・プレオブラジェンスキーと共同で「共産主義のABC」、1920年「過渡期の経済学」、1921年「史的唯物論」を次々に著し、レーニンから激賞された。1919年ロシア共産党（ボリシェヴィキ）政治局員候補に選出される。1921年戦時共産主義政策が緩和され、ネップ（新経済政策）が採択されるとブハーリンは、スターリンとともに一国社会主義論の立場を取り、農民との協力体制の下、漸進的な社会主義国家建設を主張していった。1924年レーニンの死後、政治局員に昇格する。また、コミンテルンでも要職を占め、1926年ジノヴィエフの跡を襲い、コミンテルン執行委員会議長に就任した。コミンテルン支部として創設された日本共産党に対しては、綱領案である22年テーゼや27年テーゼの起草に関与している。

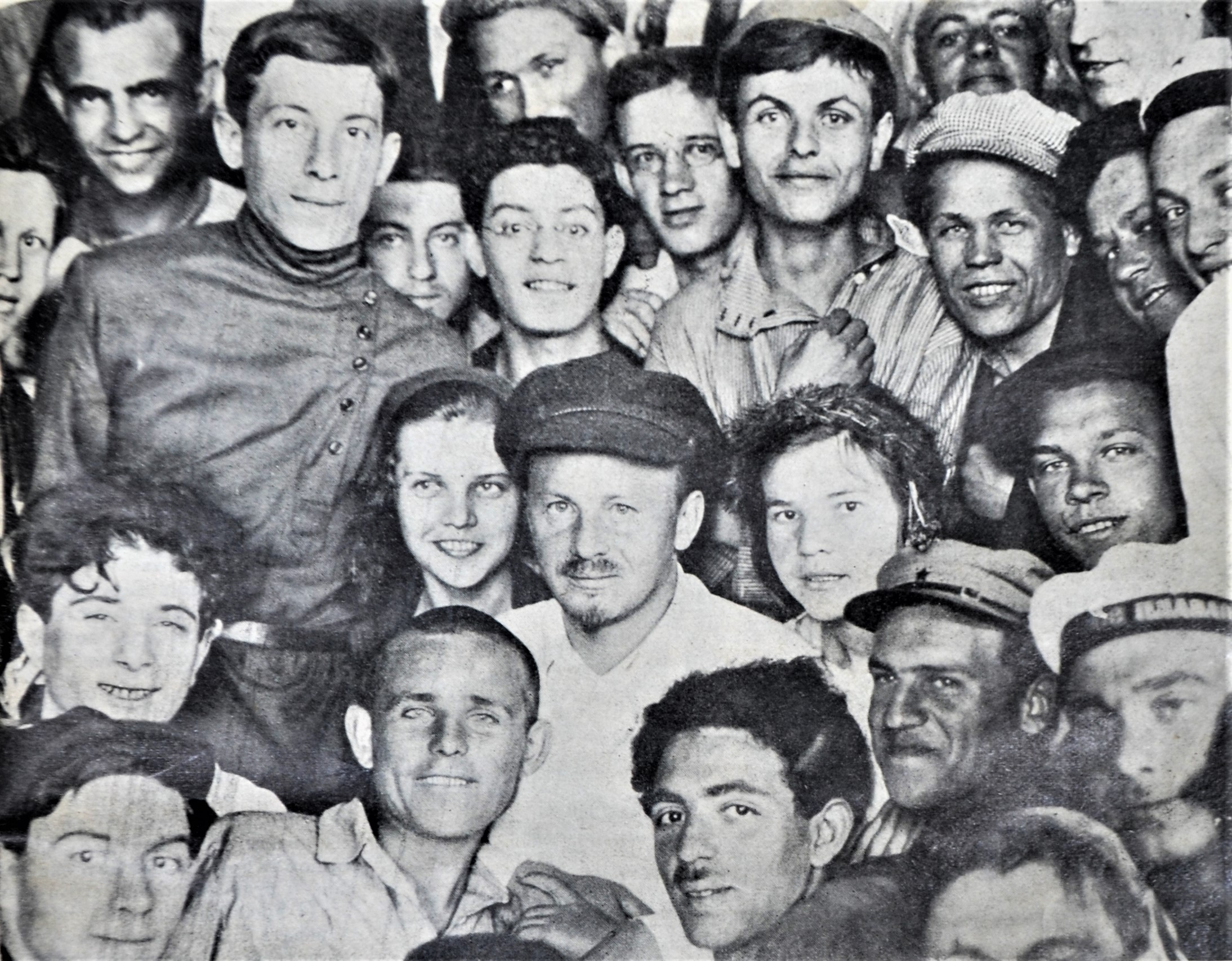
モスクワの集会で、労働者代表と新聞記者に囲まれたブハーリン（1926年）

1928年7月に行われたコミンテルン第6回大会では、開会演説をブハーリンが行い、次いでスターリンらと共に幹部に選ばれるなど、ブハーリンは、スターリンと組んで党内主流派の一角を占めるが、それも長くは続かなかった。トロツキーとの権力闘争自体ではトロツキーを厳しく批判したが、トロツキーの党からの除名には反対した。スターリンとは、工業化と農業の集団化をめぐり、対立するようになり、ブハーリンは、アレクセイ・ルイコフ、ミハイル・トムスキーと共に、政治局内で反スターリン派を形成するものの、逆にスターリン派から「右翼」として批判されたブハーリンは、党、政治局員、プラウダ編集長、コミンテルン議長を解任された。一度は失脚したもののブハーリンは、ファシズムの台頭を危惧し、自己批判してスターリン支持を表明した。1934年には、党中央委員候補、『イズベスチヤ』誌編集長として復帰し、1935年の新憲法（いわゆる「スターリン憲法」）起草にも参加する。
しかし、1936年大粛清が開始されると、イズベスチヤ編集長を解任され、党中央委員会に喚問され、スターリンによって捏造された資料が提示され批判を受ける。1937年には、ブハーリンとルイコフは党中央委員候補を解任され党から除名される。同年2月にブハーリンは逮捕され、その前夜、夫人のアンナ・ラーリナに名誉回復の上申書「党の指導者の未来の世代へ」を記憶させた。獄中でも4つの著作を残している（スターリンの死後に発見された）。1938年3月の第三回モスクワ裁判でブハーリンは、自らの罪を認めればブハーリン自身を死刑にしないことと、妻子を助けるという約束のもとに有罪を認める。しかし、約束は守られること無く、ブハーリンは「ドイツ、日本、ポーランドの手先」として、1938年3月15日に銃殺された。49歳だった。死の直前には、スターリンへ宛てた一文を残している。そこには、スターリンの政権掌握以降ほとんどの人が使うのを避けていたかつての愛称を用いて
コーバよ、なぜ私の死が必要なのか?
と書かれており、1953年のスターリンの死後に机の中から発見された。
妻子は、ラーゲリで長期間過酷な生活を送るが生き延び、スターリンの死後に釈放される。フルシチョフはスターリン批判をしたが、ブハーリンの公式な名誉回復はしなかった。しかしブハーリンの遺言は、ペレストロイカの開始に伴い、出版され、ブハーリンの路線はネップ再評価と共に、再定義がなされることになる。そしてついに1988年にカール・ラデックらとともに党籍および名誉が回復された。1989年、アンナ・ラーリナ未亡人（1914-1996、26歳年下であった）は回想録『夫ブハーリンの思い出』を出版した。
ブハーリンは前述の「党の指導者の未来の世代へ」の中で自らの心境をこう述べた。
私はこの世を去る。私が頭を垂れるのは、容赦ないものであるべきだが、純潔なものであるべきプロレタリアの斧の前にではない。地獄の機械の前に自分の無力さを感ずる。それは、明らかに、中世の方法を使いながら、怪力をふるい、組織された中傷をでっち上げ、堂々と自信満々に振る舞っている。ジェルジンスキーはもういない。チェーカーの立派な伝統は過去のものとなった。そのすべての行動を導き、敵に対する残忍さを正当化し、あらゆる反革命から国家を守ったのは革命のイデー（理念）であった。それゆえに、チェーカーの諸機関は特別な信頼、特別な名誉、権威、尊敬を得たのだ。現在、いわゆる内務人民委員部の諸機関の大部分――それは無思想の、腐敗した、充分に生活を保証された官吏の組織に変質し、過去のチェーカーの権威を利用しつつ、スターリンの病的な猜疑心の言うなりになり、それ以上は言うことをはばかるが、勲章と名誉を追い求めて自分の醜悪な事業をつくり出している。（中略）私は一度たりとも裏切り者になったことはないし、レーニンの生命を救うためなら、逡巡することなく自分の生命を差し出したであろう。私はキーロフを愛し、スターリンに対して何一つ企てたことはない。党の指導者の新しい、若い、誠実な世代にお願いする。党中央委員会総会で私の手紙を読み上げ、私を無罪と認め、復党させていただきたい。同志たちよ、諸君が共産主義へ向かう勝利の行進においてかかげる赤旗には、私の血の一滴も含まれていることを知っていただきたい。—Последнее письмо Н.И. Бухарина "Будущему поколению руководителей партии" с пояснительной запиской А.М. Лариной (Бухариной)、

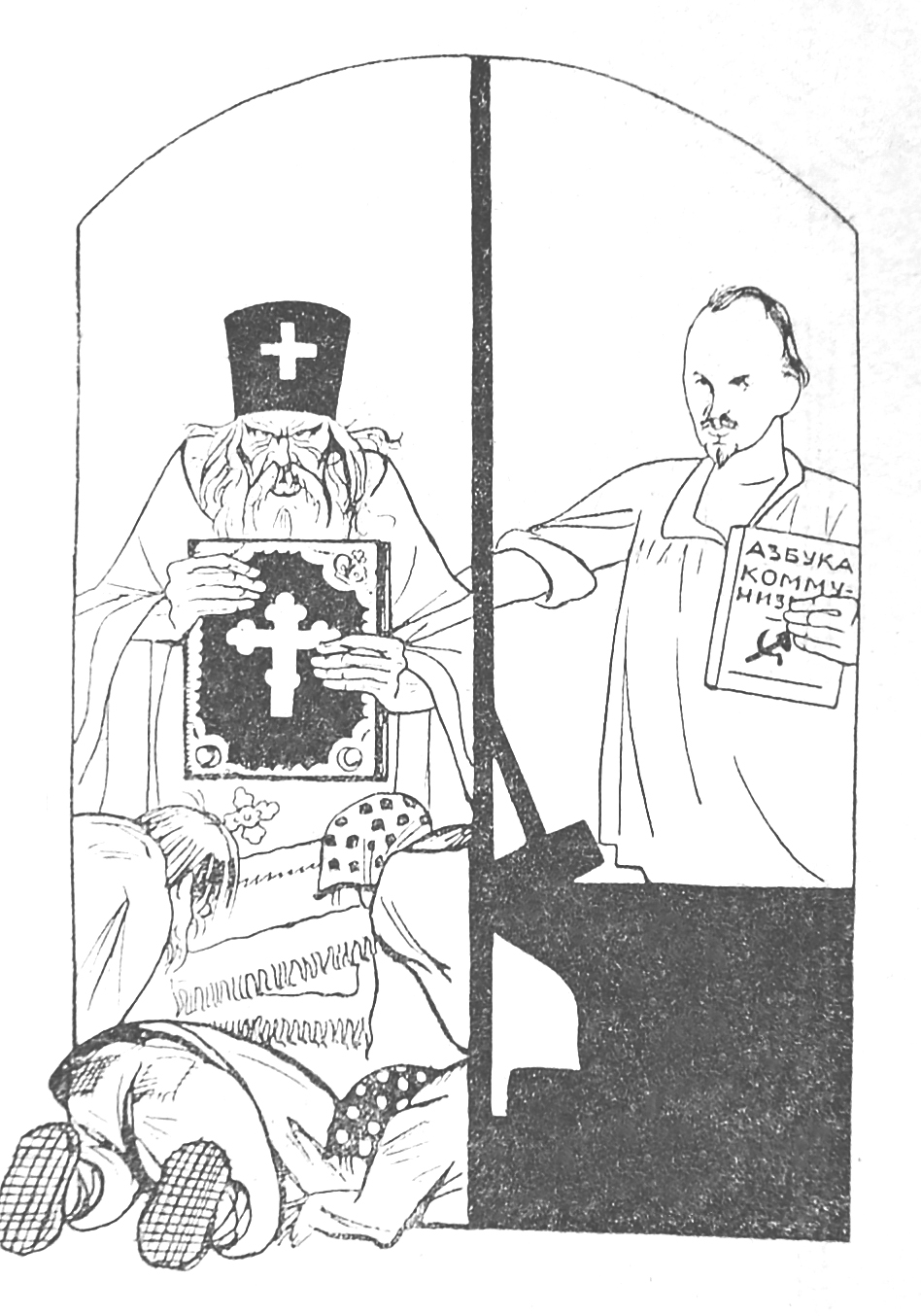
ブハーリン自身の手による『共産主義のABC』の挿絵

この手紙は1956年のソ連共産党第20回大会（スターリン批判の秘密報告が行われた大会）後に、アンナ・ラーリナによって筆記され、1961年党中央委員会に渡された。
ブハーリンは漫画を描くのが得意であり、レーニン、スターリン、ヴォロシーロフら仲間の戯画が多く残されている。

## 著書邦訳
- 『転形期経済学』佐野文夫訳、同人社書店、1925年、1928年
- 『世界経済論』富士辰馬訳、改造社、1926年
- 『無産階級の社会学』川口洋郎訳、大潮閣〈無産階級講座〉1926年
- 『唯物史観』富士辰馬・横田千元共訳、改造社、1926年
- 『解放戦線に於ける農民の地位』草ヶ江二郎、極東社、1927年
- 『資本主義とは何ぞや』山田南雄訳、民衆運動社、1927年
- 『新反対派について』正木英太訳、南宋書院、1927年
- 『帝国主義と資本の蓄積』友岡久雄訳、同人社〈社会思想叢書・第9編〉1927年
- 『弁証法的唯物論大要』広島定吉訳、共生閣、1927年
- 『レーニズムは如何にして学ぶべきか』ゴプネル共著、荒川実蔵訳、共生閣〈レーニズム叢書・第1冊〉1927年
- 『労農ロシアの社会主義的建設 -社会主義への道』河上肇・大橋積共訳、弘文堂書房〈政治批判叢書・第4編〉1927年
- 『農民問題のテーゼ』ウラジミール・レーニン共著、広島定吉訳、白揚社、1927年
- 『わが党の綱領』高山洋吉、益田豊彦共訳、白楊社（1927年11月に発売禁止処分[5]）。
- 『支那革命の理論的考察 - 原名支那革命の諸問題』産業労働調査所編、野村哲雄訳、マルクス書房〈インタナシヨナルパンフレツト・第3輯〉1928年
- 『国際情勢と我等の任務 - コミンタン第六回大会における執行委員会報告』井上満訳、文芸戦線社出版部、1928年
- 『労農ロシヤの十年間』稲村順三訳、叢文閣、1928年
- 『ロシアに於ける階級闘争と革命』内藤英男訳、共生閣、1928年
- 『共産主義のABC』（I、II）エフゲニー・プレオブラジェンスキー共著、マルキシズム研究所訳、イスクラ閣、1929年 / 田尻静一訳、政治研究社、1930年・1931年 / 桜町書院、2016年・2018年
- 『社会主義入門解題『社会主義入門』寺島一夫・山口菊男共訳、共生閣、1929年 / 左翼書房編輯部訳、左翼書房、1931年
- 『帝国主義と世界経済』武井三郎訳、叢文閣〈帝国主義叢書2〉1929年
- 『レーニン - 彼の生涯と事業』ブハーリンほか共著、稲村順三訳、改造社、1929年
- 『インターナシヨナル発展過程』ブハーリン編、高橋実訳、労働者書房、1930年
- 『史的唯物論 - マルクス主義社会学の通俗教科書』直井武夫訳、同人社、1930年
- 『政治学教程』（第1巻：理論篇、第2巻：実践篇）エフゲニー・プレオブラジェンスキー共著、マルキシズム研究所訳、イスクラ閣、1930年
- 『世界経済と帝国主義』野村武一訳、希望閣、1930年
- 『帝国主義と資本の蓄積』佐山清訳、希望閣、1930年
- 『プロレタリア科学入門』吉田潔訳、白揚社、1930年
- 『唯物史観 - 史的唯物論の理論其の他 改訳版』広島定吉訳、白揚社、1930年
- 『社会主義への道』大橋積訳、改造社〈改造文庫〉1932年
- 『金利生活者の経済学 - オーストリア学派の価値論並に利潤論』小林良正訳、白揚社、1936年

スターリン共著
- 『支那革命の現段階』ヨシフ・スターリン共著、蔵原惟人訳、希望閣、1927年
- 『世界資本主義の安定より危機へ』ヨシフ・スターリン共著、広島定吉、マルクス書房、1928年
- 『我党と反対派 / コミンテルン』ヨシフ・スターリン共著、島田元麿訳、平野書房、1928年
- 『スターリン・ブハーリン著作集4』佐野学・西雅雄編、スターリン・ブハーリン著作集刊行会、1928年 -「ブルヂョア経済学批判」（ブハーリン）「金利生活者の経済学」（小林良正訳）「価値なき経済学」（山口正吾訳）「ベーム・バウエルクの主観的価値論」（外村史郎訳）「附録 レーニン評伝」（田畑三四郎訳）
- 『スターリン・ブハーリン著作集5』佐野学・西雅雄編、スターリン・ブハーリン著作集刊行会、1928年 -「転形期の経済学」（ブハーリン）「転形期の経済学」（佐野文夫訳）、「過渡期の合則性の問題」（西雅雄訳）「社会主義への道」（大橋積）
- 『スターリン・ブハーリン著作集13』佐野学・西雅雄編、スターリン・ブハーリン著作集刊行会、1928年 -「ロシア共産党の問題」（ブハーリン）「打倒分派主義」（三好信訳）「永久革命の理論に就いて」（田畑三四郎訳）「反対派経済綱領の批判について」（三好信訳）「新反対派の理論的誤謬」（松本篤一訳）「サヴエート聯邦×××の中央委員会並びに中央統制委員会合同会議の結果」（平井信訳）
- 『スターリン・ブハーリン著作集14』佐野学・西雅雄編、スターリン・ブハーリン著作集刊行会、1929年 -「支那革命論」（スターリン、高山洋吉訳）「支那革命論」ブハーリン、高山洋吉ほか訳、「民族問題」スターリン（有村俊雄ほか訳）
- 『マルクス主義入門』ヨシフ・スターリン共著、佐野学・西雅雄編訳、白揚社〈スターリン・ブハーリン著作集1〉1929年
- 『ロシアに於ける階級闘争と革命』ヨシフ・スターリン共著、佐野学・西雅雄編訳、スターリン・ブハーリン著作集刊行会〈スターリン・ブハーリン著作集8〉1929年
- 『報告と討論の結語』ヨシフ・スターリン共著、佐野学・西雅雄編訳、スターリン・ブハーリン著作集刊行会〈スターリン・ブハーリン著作集11〉1929年
- 『労働者に答ふ - ブハーリン・スターリンより』ヨシフ・スターリン共著、滝口徹治訳、希望閣、1929年、改訂版 1929年
- 『世界資本主義の現段階』ヨシフ・スターリン共著、佐野学・西雅雄編訳、スターリン・ブハーリン著作集刊行会〈スターリン・ブハーリン著作集15〉1930年
- 『支那革命論・民族問題』ヨシフ・スターリン共著、有村俊雄ほか訳、白揚社、1936年

ブハーリン著作選
- 『ブハーリン著作選1 - 過渡期経済論』救仁郷繁訳、現代思潮社、1969年、オンデマンド版 2008年 - 「転形過程の一般理論」
- 『ブハーリン著作選2 - 経済学者の手記 新しい経済年度の開始によせて』辻義昌・和田敏雄共訳、現代思潮社、1970年、オンデマンド版 2008年 -「ブルジョア革命とプロレタリア革命」（辻義昌訳）「経済学者の手記」（和田敏雄訳）「レーニンの政治的遺言」（和田敏雄訳）「ブルジョワ理論家における現代資本主義論の若干の諸問題」（辻義昌訳）「「組織された不経済」の理論（辻義昌訳）
- 『ブハーリン著作選3 - 世界経済と帝国主義』西田勲・佐藤博共訳、現代思潮社、1970年、オンデマンド版 2008年 -「世界経済と資本の国際化の過程」（佐藤博訳）「世界経済と資本の国民化の過程」（佐藤博・西田勲共訳）「資本主義的競走の拡大再生産としての帝国主義」（西田勲訳）「世界経済の将来と帝国主義」（西田勲訳）「附 レーニンの序文」（佐藤博訳）

## 関連作品

### 書籍
- スティーヴン・F.コーエン『ブハーリンとボリシェヴィキ革命――政治的伝記、1888-1938年』（塩川伸明訳、未來社、1979年）
理論家・政治指導者としてのブハーリンに高い評価を与え、大きな論争を呼んだ学術研究。
- ロイ・メドヴェージェフ『失脚から銃殺まで＝ブハーリン』（石堂清倫訳、三一書房、1979年）
英語版の原題〈Nikolai Bukharin : The Last Years〉、『ニコライ・ブハーリンの晩年、1934-1938』
- アンナ・ラーリナ『夫ブハーリンの想い出』（和田あき子訳、岩波書店（上・下）、1990年）
- アーサー・ケストラー『真昼の暗黒』（中島賢二訳、岩波文庫、2009年）
ブハーリン裁判をモデルに1940年にイギリスで出版された小説。著者は主人公のモデルがブハーリンであることを明言している。
- ソ連邦司法人民委員部／トロツキー『ブハーリン裁判』（鈴木英夫ほか訳、鹿砦社：復刊ライブラリー、1991年／風塵社：同、2018年）

### 映像作品
- 映画『ゴルバチョフへの手紙』（カルロ・リンファーニ監督、1988年）
- 映画『独裁/スターリン』（アイヴァン・パッサー監督、1992年）